# Alicia Poto
Alicia Renee Poto (Sydney, 28 marzo 1978) è una cestista australiana.

## Carriera
Con l'Australia ha disputato i Giochi olimpici di Atene 2004 e quattro edizioni dei Campionati oceaniani (2003, 2005, 2007, 2009).